# Trachylepis infralineata
Trachylepis infralineata (європейська мабуя) — вид сцинкоподібних ящірок родини сцинкових (Scincidae). Ендемік острова Європа.

## Поширення і екологія
Європейські мабуї є ендеміками острова Європа, розташованого в Мозамбіцькій протоці.